# Flughafen Craiova

i8
i11
i13
Der Flughafen Craiova, auf Englisch Craiova Airport oder Craiova International Airport, auf Rumänisch Aeroportul Craiova oder Aeroportul Internațional Craiova (IATA-Code: CRA, ICAO-Code: LRCV) ist ein internationaler Verkehrsflughafen in Rumänien bei der Stadt Craiova.
Der Flughafen liegt am östlichen Stadtrand der Stadt Craiova an der Schnellstraße 65 (Bukarest–Craiova), ungefähr 7 Kilometer östlich des Stadtzentrums im Kreis Dolj. Der Flughafen ist mit Privatwagen, Taxi oder Bus erreichbar.

## Geschichte
Der Flughafen von Craiova geht auf das Jahr 1938 zurück, als der rumänische König Karl II. den Bau eines Flughafens bei Craiova befahl. Er sollte die Verkehrserschließung von Craiova und Umgebung verbessern und im Falle eines Krieges auch militärisch genutzt werden. Der Flughafen wurde schnell errichtet, noch 1938 dem Betrieb übergeben und so auch während des Zweiten Weltkrieges von Militärflugzeugen genutzt. Zu dieser Zeit war der Flughafen sehr einfach gebaut, indem er über eine 1000 Meter lange und 200 Meter breite unbefestigte Piste und sehr wenige Einrichtungen verfügte. 
Bis der Zivilverkehr nach Craiova kam, verstrichen jedoch etliche Jahre, was auch an dem Zustand gelegen haben könnte. Nach dem Machtwechsel nach dem Zweiten Weltkrieg und der beginnenden weltweiten Wachstumssituation der Flughafeninfrastrukturen wurde auch der Flugplatz bei Craiova erheblich ausgebaut. So entstand zwischen 1950 und 1952 eine 2000 Meter lange und 60 Meter breite betonierte Start- und Landebahn. Zusätzlich wurden auch die Einrichtungen am Flughafen erweitert und zum Teil neu errichtet. Nach diesen Arbeiten und der gestiegenen Nachfrage nach Passagierflügen konnte man am 6. Mai 1957 den Eröffnungsflug der ersten Linienflugverbindung ab Craiova feiern. Ab da starteten in Craiova regelmäßige Flüge des rumänischen Staatscarriers TAROM in die rumänische Hauptstadt Bukarest.
Neben der Verbindung nach Bukarest, die zwischen 1959 und 1972 ausschließlich mit Ilyushin Il-14 geflogen wurde, landeten gelegentlich auch andere Flugzeuge auf dem Flugfeld. In den Jahrzehnten nach der Aufnahme des Linienflugbetriebs wurden kleinere Modifikationen und Ausbaumaßnahmen am Flughafen durchgeführt. So verlängerte man in den 1960er Jahren zum Beispiel die Start- und Landebahn um 500 auf 2500 Meter und errichtete zusätzlich eine heute nicht mehr genutzte Piste mit einer Länge von 380 und einer Breite von 14 Metern aus Beton. 1972 wurde auf der Flugroute nach Bukarest erstmals eine Antonow An-24 neben der Ilyushin Il-14 eingesetzt. In den folgenden Jahren wurden am Flughafen vor allem neue Passagieranlagen errichtet.
Infolge der rumänischen Revolution 1989 und deren Auswirkungen auf die Wirtschaft fand die Blüte des Flughafens ein Ende, als TAROM ihren Flugplan und die Frequenzen radikal zusammenstrich und viele Inlandsverbindungen kappte. Der letzte TAROM-Flug nach Bukarest startete in Craiova im Jahr 1995. Der Flughafen verfiel in eine Art Dornröschenschlaf; neben einigen selten durchgeführten Charterflügen wurden am Airport keine Flüge angefertigt.
Die erste Linienverbindung nach dem Einstellen der Verbindung 1995 wurde am 29. März 2007 aufgenommen, als die einheimische Carpatair eine Verbindung ins ebenfalls rumänische Timișoara aufnahm. Ab Timișoara bietet Carpatair eine Vielzahl von Anschlussverbindungen zu zahlreichen europäischen Destinationen an. Später eröffnete Carpatair zudem zwei internationale Flugverbindungen.

## Ausbaupläne
Die Verantwortlichen des Flughafens planen für die Zukunft unter anderem, das bestehende Terminal auszubauen, die Start- und Landebahn von derzeit 2500 auf 3500 oder 4000 Meter zu erweitern und das Instrumentenlandesystem (ILS) der Start- und Landebahn von Cat I auf Cat II aufzurüsten. Auch soll die Feuerschutzkategorie gesteigert werden.

## Flugverbindungen
Der Flughafen Craiova wird von wenigen Zielen in Mittel- und Südeuropa aus angeflogen.